# 河西区街道
河西区街道曾是中华人民共和国海南省三亚市的一个街道，位于三亚河、三亚湾之间，东临河东区街道，西接凤凰镇，地处三亚中心城区。2014年2月11日，国务院批复三亚市撤六镇新设四区，原河西区、凤凰镇、天涯镇、三亚湾管委会并入天涯区。

## 行政概况
河西区街道下辖15个社区：儋州村社区、群众街社区、建设街社区、红旗街社区、朝阳路社区、友谊路社区、机场路社区、金鸡岭社区、西岛社区、榆港社区、南海社区、新建社区、和平社区、光明社区、春园社区。

## 图库

解放路步行街。
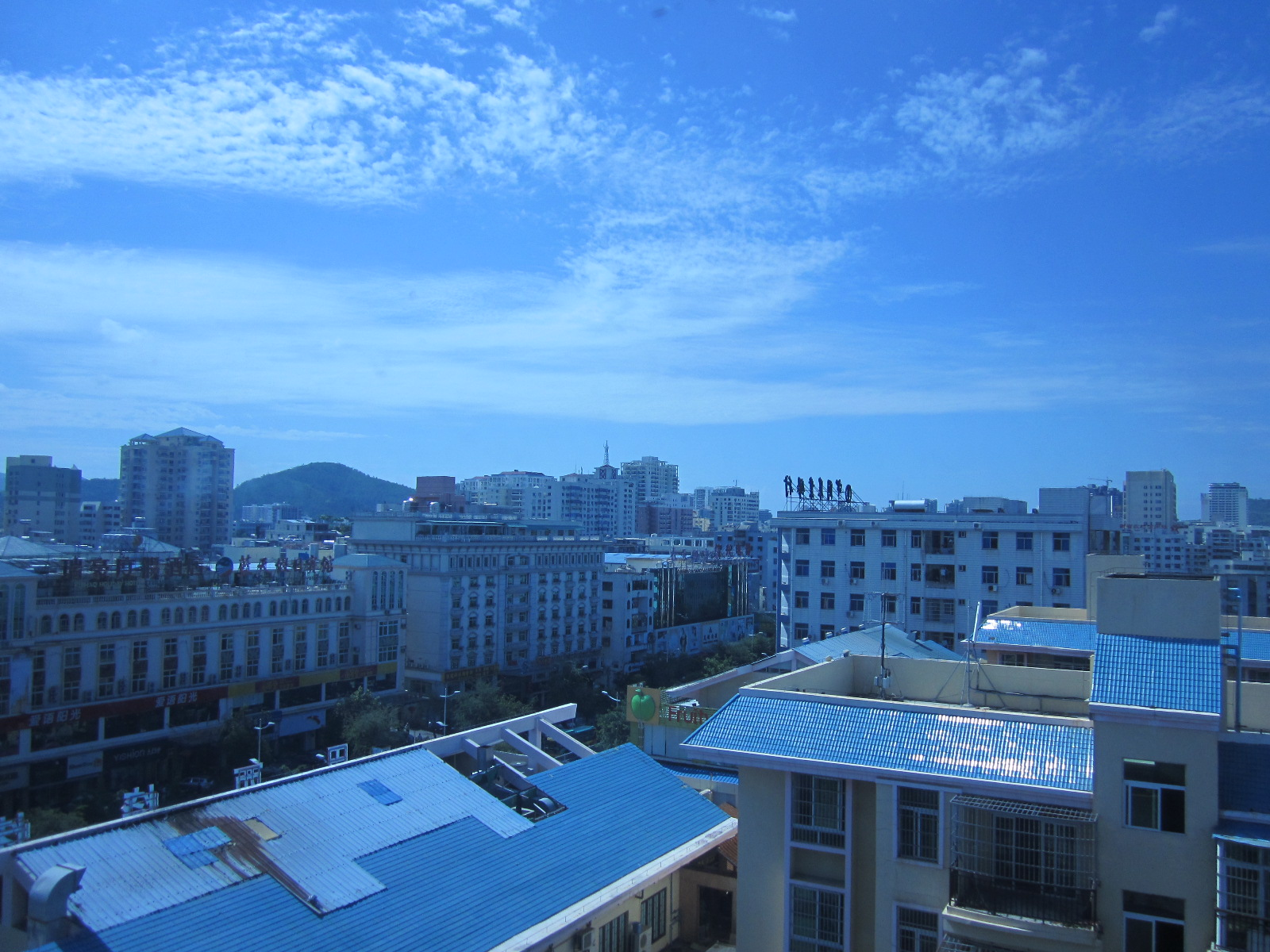
解放路两旁建筑。